# Молокович, Прокопий Денисович
Прокоп Денисович Молокович (8 (20) июля 1895, д. Зубаревичи Бобруйский уезд, ныне Глусский район Могилёвская область — 26 сентября 1937, Москва) — государственный деятель БССР.

## Биография
Участник Первой мировой войны. В 1917 году председатель полкового комитета. Один из организаторов разгрома мятежа корпуса И. Р. Довбор-Мусницкого в Бобруйском уезде и боёв с немецкими оккупантами.
В 1919—1920 гг. военком Бобруйского, Дорогобужского уездов, военком связи Западного фронта. С 1920 года председатель Бобруйского райисполкома. С 1922 года нарком внутренних дел БССР. В 1923 году избран первым председателем Верховного суда БССР.
С 1923 года председатель Амурского губернского революционного комитета и горисполкома.
С 1928 года секретарь Гомельского окружного комитета КП(б)Б .
С 1931 года в Народном комиссариате связи СССР, начальник Управления подготовки кадров.
Арестован 19 апреля 1937 года в Москве по адресу: ул. Серафимовича, д. 2, кв. 48, 26 сентября осуждён Военной Коллегией Верховного Суда СССР за «участие в антисоветской террористической организации правых», «вредительскую работу в системе наркомата связи» и за «подготовку террористических актов, направленных против руководителей ВКП(б) и Советского правительства» и в тот же день расстрелян. 25 мая 1957 года реабилитирован.
Член ЦИК БССР в 1920—1923 и 1927—1931 годах, кандидат в члены его Президиума в 1927—1929 годах. Член ЦК КП(б)Б в 1922—1923 и 1927—1930 годах. Кандидат в члены Бюро ЦК КП(б)Б в 1928 году и член Бюро ЦК КП(б) Б в 1929—1930 годах.